# Plakarthrium typicum
Plakarthrium typicum là một loài chân đều trong họ Plakarthriidae. Loài này được Chilton miêu tả khoa học năm 1883.